# 15056 Barbaradixon
15056 Barbaradixon eller 1998 YP12 är en asteroid i huvudbältet som upptäcktes den 28 december 1998 av den amerikanske astronomen David S. Dixon vid Jornada-observatoriet. Den är uppkallad efter Barbara Dixon.
Asteroiden har en diameter på ungefär 15 kilometer.